# بتول عرفة
بتول عرفة مخرجة تليفزيونية ومسرحية مصرية، بتول عرفة  مخرجة سينمائية ومسرحية مصرية حاصلة على العديد من الجوائز في مجال الإخراج
تخرجت في مدرسة الـ (مير دي ديو) الفرنسية بالإسكندرية، ثم التحقت بأكاديمية الفنون - المعهد العالى للفنون المسرحية وتخرجت من قسم الدراما والنقد عام 2005 

## عنها
قدمت بتول مجموعة من الأعمال الدرامية والمسرحية والغنائية من بينهم إخراجها لمسلسل «أريد رجلا» بطولة اياد نصار وظافر العابدين والذي لقى نجاح كبيراً من الجمهور
كما أشتهرت بإخراج الفيديوهات الموسيقية حتى ان كتب عنها أنها غيرت مفهوم إخراج الفيديو كليب
و أخرجت عددًا من الفيديوهات الموسيقية لكبار نجوم الوطن العربى منهم  نانسى عجرم، حسين الجسمى، كارول سماحة، هانى شاكر، رامى عياش، مصطفى قمر، هشام عباس، إيهاب توفيق، محمد نور، يسرا، حميد الشاعرى، مصطفى حجاج، مدحت صالح، مى فاروق وغيرهم
ومن الأعمال المسرحية (سوء تفاهم، العادلون، سندريلا ومصنع الشيكولاته)، كما أخرجت عدة عروض افتتاحية دولية  لفعاليات سينمائية ورياضية عدة منها: «مهرجان المسرح العربي الدولي بدار الأوبرا المصرية»
«مهرجان الإسكندرية الدولي للأغنية بدار الأوبرا بالإسكندرية»
عرض إفتتاح «بطولة شمال أفريقيا» وبطولة «البحر الأبيض المتوسط» للكرة بليبيا

## أعمالها[6]
| سنة الإنتاج | المسلسل / الفيلم  | بمشاركة | إنتاج       | قصة            |
| ----------- | ----------------- | --- | ----------- | -------------- |
| 2015        | أريد رجلا (مسلسل) | إياد نصار، ظافر العابدين، حازم سمير،ميار الغيطي، سهر الصايغ، سهير المرشدى، أحمد عبد العزيز، أشرف زكي، سناء شافع | صادق الصباح | نور عبد المجيد |

### العروض المسرحية
| سنة الإنتاج | اسم المسرحية    | بمشاركة                                                                  | إنتاج                                          | تأليف           |
| ----------- | --------------- | ------------------------------------------------------------------------ | ---------------------------------------------- | --------------- |
| 2004        | العادلون        | مدحت تيخه، رامى الطنبارى، أحمد رزق                                       | المعهد العالي للفنون المسرحية، أكاديمية الفنون | ألبير كامي      |
| 2005        | سوء تفاهم       | مي نور الشريف، نسرين يوسف، حسن حرب، محمد جابر.                           | المعهد العالي للفنون المسرحية، أكاديمية الفنون | ألبير كامي      |
| 2006        | العاصفة         | بيومي فؤاد، هشام إسماعيل، وليد فواز، محمد ثروت                           | مركز الإبداع الفني – وزارة الثقافة المصرية     | وليم شكسبير     |
| 2006        | سندريلا         | أحمد الشامي، فوزية، يوسف داود، علاء مرسي، إيمان سيد، حسن كامي، نهير أمين | المسرح القومي للطفل – البيت الفني للمسرح       | أحمد عبد الرازق |
| 2007        | مصنع الشيكولاته |                                                                          | إنتاج خاص                                      |                 |

### إخراج تليفزيونى
- إخراج تليفزيونى لحفل عمر خيرت بدار الاوبرا المصرية لعام 2012، 2013، 2014، 2015، 2016، 2017
- فيلم وثائقي صوت الجماهير " اداء صوتى احمد بدير موسيقى تصويريه طارق عبد الجابر

### احتفاليات دولية
- إخراج افتتاح مهرجان المسرح العربي – الدورة الأولى 2009– الهيئة العربية للمسرح - بدار الأوبرا المصرية (تحت رعايه حاكم الشارقه السلطان القسمى - وزاره الثقافة المصرية)
- إخراج افتتاح وختام مهرجان الإسكندرية الدولي للأغنية 2010 - دار أوبرا سيد درويش
- إخراج افتتاح بطولة عمر المختار الدولية للكرة الخماسية 2011 - بني غازي
- إخراج افتتاح بطولة شمال إفريقيا الدولية للكرة الخماسية 2011 – مصراته
- إخراج عيد الفاتح بدوله ليبيا 2010
- إخراج افتتاح بطوله البحر الأبيض المتوسط للكرة الخماسية 2012- طرابلس
- إخراج افتتاح بطولة كأس الربيع العربى للكرة الخماسية 2012 – تونس
- قامت بأعمال ال art work لأكبر جداريه لكأس الأمم الأفريقية تحت إشراف وزاره الاعلام
- إخراج احتفاليه أكتوبر على مسرح الجلاء 2009 غناء: تامر حسنى

### الفيديوهات الموسيقية
- الناس الرايقة (النسخة الأولى) - دويتو أحمد عدوية ورامي عياش
- دويتو تاريخ وحاضر (احتفاليات أكتوبر) غناء محمد حسن وروان عليان
- في قلب مصر" للمطرب إيساف
- دينك ودينك للمطرب تامر حسنى
- أغنية مسلسل «العار» للمطرب اللبنانى آدم
- إخراج تليفزيوني لأوبريت «حبيبي يا وطن» غناء  محمد فؤاد، لطيفه، وائل جسار، آمال ماهر، مدحت صالح، هانى شاكر، حكيم، حسين الجسمى
- مساء الخير «حسين الجسمي»
- بدله ظابط غناء وليد سعد / كلمات هانى عبد الكريم ألحان وليد سعد توزيع طارق عبد الجابر إخراج بتول عرفه
- أغنية يا بطل غناء رامى صبرى ألحان رامى صبرى كلمات احمد على موسى توزيع طارق توكل إخراج بتول عرفه
- راجل ابن راجل نانسي عجرم [11]
- شكراً كارول سماحة [12]

- بقالي كتير هاني شاكر [12]

## الجوائز والتكريمات[13][14]
- جائزة أفضل مخرجة في مهرجان المسرح العالمى – أكاديمية الفنون 2005
- جائزة أفضل عرض مسرحي في مهرجان المسرح العالمى–أكاديمية الفنون 2005
- جائزة أفضل مخرجة - مهرجان المخرجة المصرية – وزارة الثقافة 2006
- درع التميز أفضل عرض مسرحي من مهرجان المخرجة المصرية - وزاره الثقافة 2006
- جائزة أفضل مخرجة في المهرجان القومي لمسرح الطفل 2007
- جائزة أفضل عرض مسرحي في المهرجان القومي لمسرح الطفل 2007
- جائزة أفضل مخرجة عن كليب «العار» باستفتاء موقع (دوشة فن) 2011
- جائزة أفضل مخرج في تكريم مهرجان طيبة 2010
- تكريم مهرجان «عوافى» - عن مسلسل أريد رجلا راس الخيمة - الإمارات العربية المتحدة. 2016
- تكريم الاكاديميه البحريه 2015
- تكريم من مؤسسة محمد بن راشد - دبى - الإمارات العربية المتحدة 2015
- تكريم مكتبه الاسكندريه عن مسلسل أريد رجلا 2016
- تكريم الاكاديميه البحريه عن مسلسل أريد رجلا 2016
- تكريم من مهرجان مسرح بلا إنتاج الدولي – مكتبة الإسكندرية 2017
- جائزة أفضل فيديو كليب عن أغنية تاريخ وحاضر _ مونديال العرب 2017

## هوامش
- عضوه لجنه تحكيم دوليه في مجموعه من المهرجانات الدولية | مهرجان البقعة الدولى للمسرح [15]
- شاركت كعضو لجنه تحكيم دوليه - مهرجان البقعة الدولى للمسرح بالسودان 2017
- شاركت كعضو لجنه تحكيم - مهرجان تالنت شو - الجامعة الأمريكيه 2016
- شاركت في فاعليات مهرجان دبى السينمائي الدولى - 2016
- شاركت كعضو لجنه تحكيم في مهرجان ألكس شو - جامعه القاهرة - الاسكندريه
- شاركت في فاعليات مهرجان دبى السينمائي الدولى - 2015
- شاركت في فاعليات مهرجان دبى السينمائي الدولى - 2010
- شاركت في فاعليات مهرجان دمشق السينمائي الدولى - سوريا 2009